# Böblingen
Böblingen város és kerületi székhely Németország Baden-Württemberg tartományában, Stuttgarttól délre. Lakossága 2011-ben 47 074 fő volt. A város az azonos nevű kerület székhelye. Nevét a Bobilo nemesi család nevével hozzák összefüggésebe, az -ingen végződés tipikus alemann forma.

## Elhelyezkedése
A város az Obere Gäu északkeleti szélén, a Schönbuch dombvidék egyik utolsó kiemelkedésén helyezkedik el.

## Története

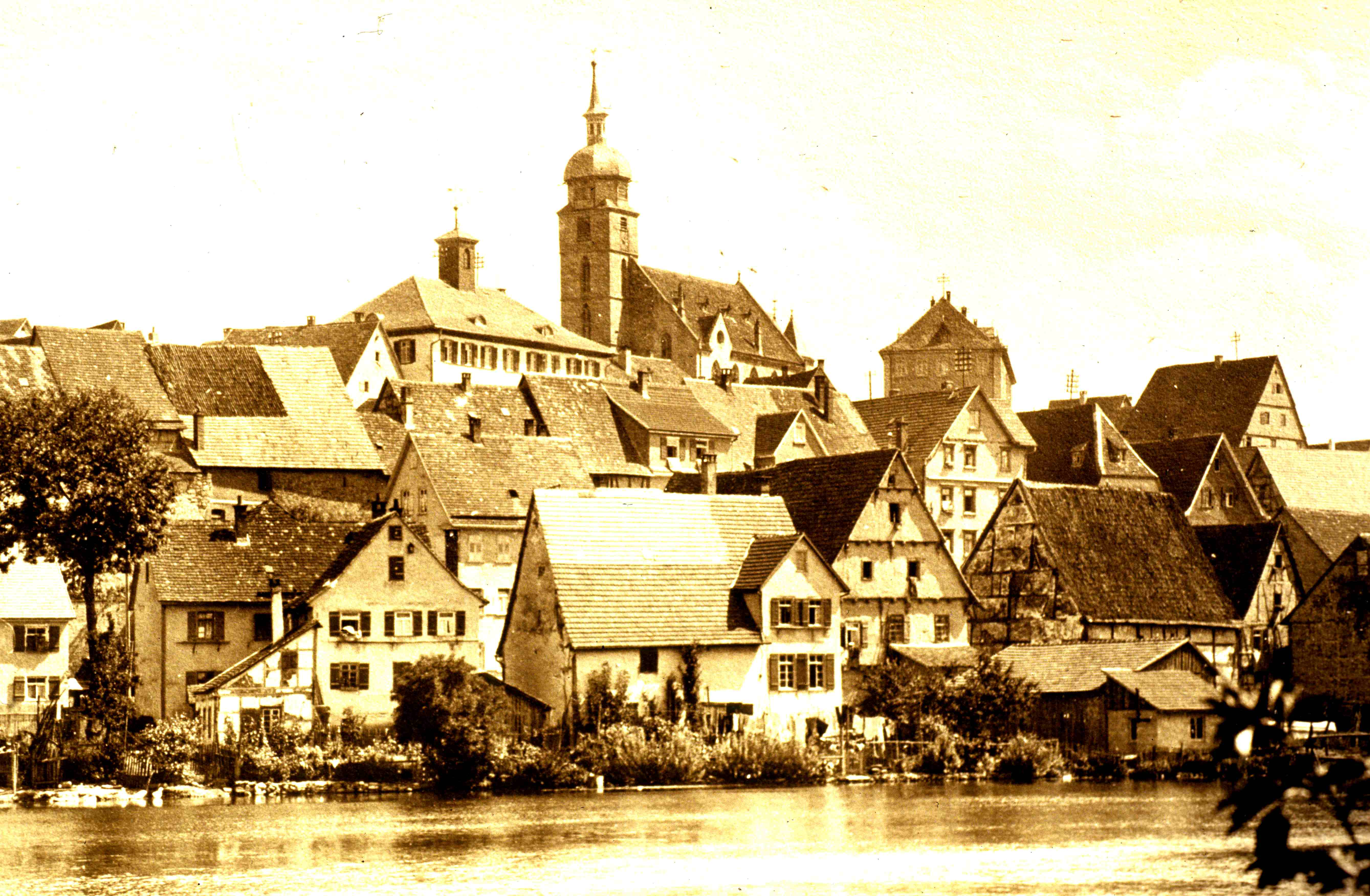
Böblingen a 20. század első felében

A terület a bronzkor (Kr. e. 1100 körül) óta lakott, később a kelták is megtelepedtek a vidéken (a maradványok tanúsága szerint a késői Hallstatt- illetve La Tène-időszakban, Kr. e. 400 körül).
A név első írásos említése 1100 körülre datálható, a "Bebelingen" akkor még mint egy nemesi nemzetség neve fordul elő. A mai város alapítása a 13. századra tehető, 1272-ben már a tübingeni palotagrófok egy mellékágának székhelye, akik valószínűleg az alapítók is voltak. A várdombon elterülő, ovális alakú belváros elrendezése az ő tervezésük eredménye. A grófok rossz anyagi helyzetük miatt kénytelenek voltak a környéket 1344-ben ill. 1357-ben eladni Württembergnek. A város hamarosan egy württembergi hivatal székhelye lett.
1525 májusában a német parasztháború württembergi felkelői mintegy nyolcezren Stuttgartból Böblingenbe vonultak, és május 12-én a város mellett döntő vereséget szenvedtek.
A város fejlődésének következő szakasza csak az ipari fejlődéssel és a vasút 1879-es megépítésével kezdődött el. 1915. augusztus 16-án katonai repülőteret avattak a város területén, 1925-től ez lett Württemberg állami repülőtere. A második világháború súlyos károkat okozott, a város épületeinek 40%-a, köztük a régi templom és a kastély elpusztult. Az újjáépítés csak 1948-ban kezdődött el. A nagyvállalatok megjelenése (IBM: 1949, Hewlett-Packard: 1959) munkahelyeket teremtett a város számára, ami a népesség növekedésével is járt.
Az 1971-es férfi kosárlabda Európa-bajnokság B csoportja Böblingenben játszotta a mérkőzéseit. Az 1982-es férfi kézilabda-világbajnokság két mérkőzését is a városban rendezték meg, Magyarország is játszott itt egy találkozót.
A város a szomszédos Sindelfingennel együtt 2002-ben visszavásárolta a repülőtér területét. Azóta itt is jelentős fejlesztések zajlanak, nem utolsósorban az itt lakáshoz jutó 700 főnek köszönhető az új népességrekord.

## Dagersheim
Az egykor önálló település nevét 1075-ben említik először oklevelek. Eredetileg Calw grófjainak birtoka volt, majd 1357-ben Böblingennel együtt Württemberghez került. A 15. században említik először a malmokat és a gyógyfürdőt, ekkor zajlott a templom átépítése is. A 16. században már iskolája is van.
1952 óta ismét van katolikus temploma. 1965-re még elkészül az új városháza, ám egy népszavazást követően 1971. szeptember 1-jén csatlakozott Böblingenhez.
Ma körülbelül 6000 lakos él a falu korábbi területén. Részlegesen önálló igazgatása van, a tanácsban a Freie Wähler 4, a CDU 3, az SPD 2, a zöldek pedig egy széket birtokolnak.

## Nevezetességek

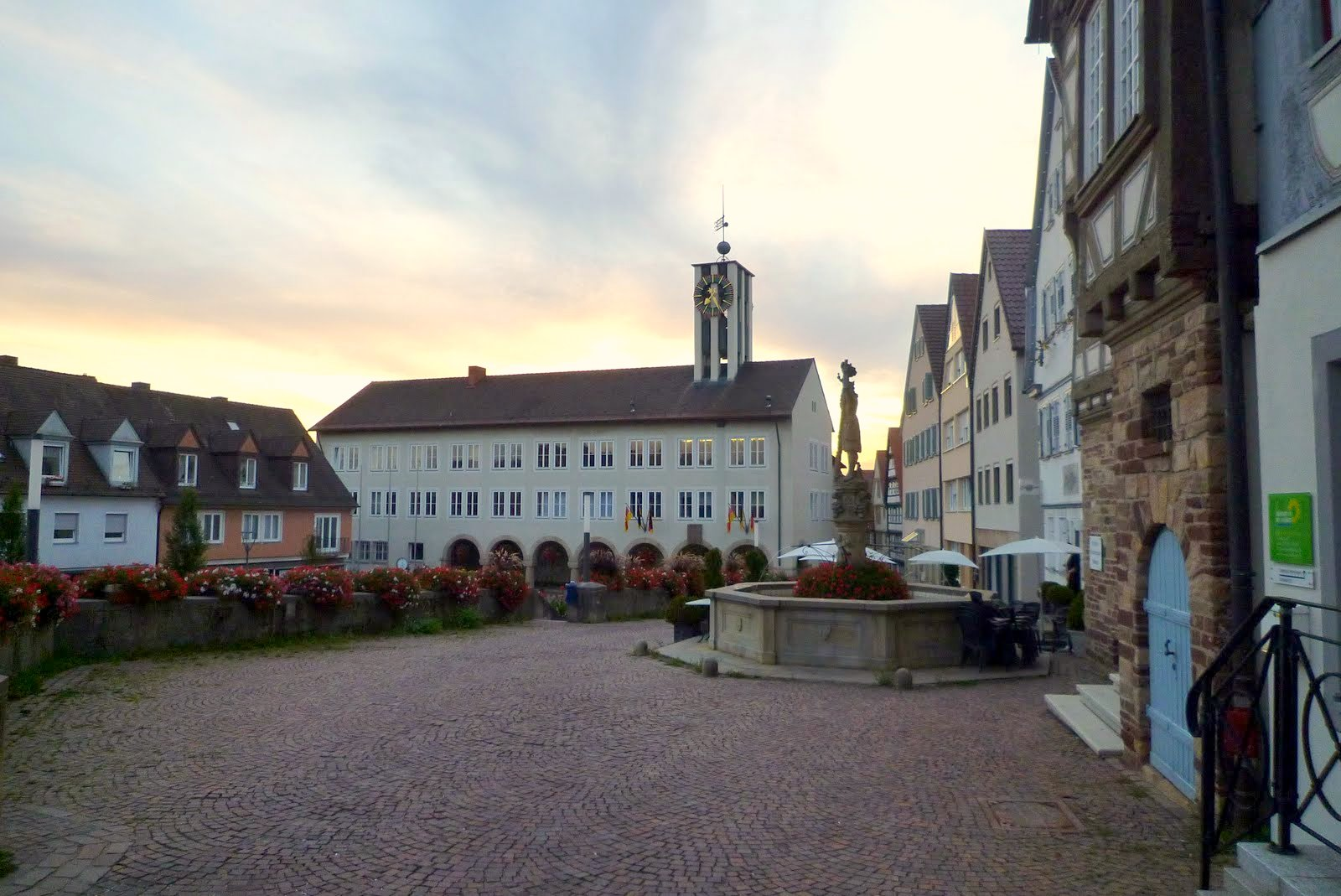
Az Altes Rathaus

- Altes Rathaus (Régi városháza): a fő téren álló épület 1952-ben épült
- Stadtkirche: a város régi temploma a második világháborúban jelentős károkat szenvedett
- Német Parasztháború Múzeum (Deutsches Bauernkriegsmuseum): A német parasztok 1525-ös felkelésének és az abban résztvevők hétköznapi életének szentelt gyűjtemény
- Az 1525-ös böblingeni csata emlékműve:[4] Lutz Ackermann emlékműve a város szélén egy kis parkban áll
- Hentesmúzeum (Fleischermuseum): Kurt Nagel professzor 1984-ben, a főtér egyik 16. századi házában megnyitott múzeuma a mai napig egyedülálló az országban
- Városi galéria (Städtische Galerie): a 20. század württembergi képzőművészeire koncentráló gyűjtemény
- Gyógyfürdő (Mineraltherme)

## Híres szülöttei és lakói
- Johann Eberhard Blaumann (1732-1786): böblingeni születésű erdélyi építész, szobrász, kőfaragó
- Barényi Béla (1907-1997): a Mercedes-Benz magyar származású mérnöke itt halt meg.

## Sport
- Sportvereinigung Böblingen e.V.:[5] 7000 tagjával és 28 szakosztályával a tartomány egyik legnagyobb egyesülete. 1945 óta működik
- TSV Dagersheim:[6] az 1908-ban alapított, majd a háború után újra felállított egyesület ma 9 szakosztályt működtet.
- IBM Klub Böblingen e.V.:[7] az 1952-ben alapított, nem csak IBM-alkalmazottak számára nyitott klub inkább szabadidős tevékenységek szervezésében aktív, amelybe sportrendezvények is beletartoznak
- TV 1845 Böblingen:[8] a környék legidősebb sportegyesülete ma öt szakosztállyal működik

A város 1925 és 1963 között síugró-sánccal is rendelkezett, ám ezt a ritka használat miatt elbontották.

## Közigazgatás és politika

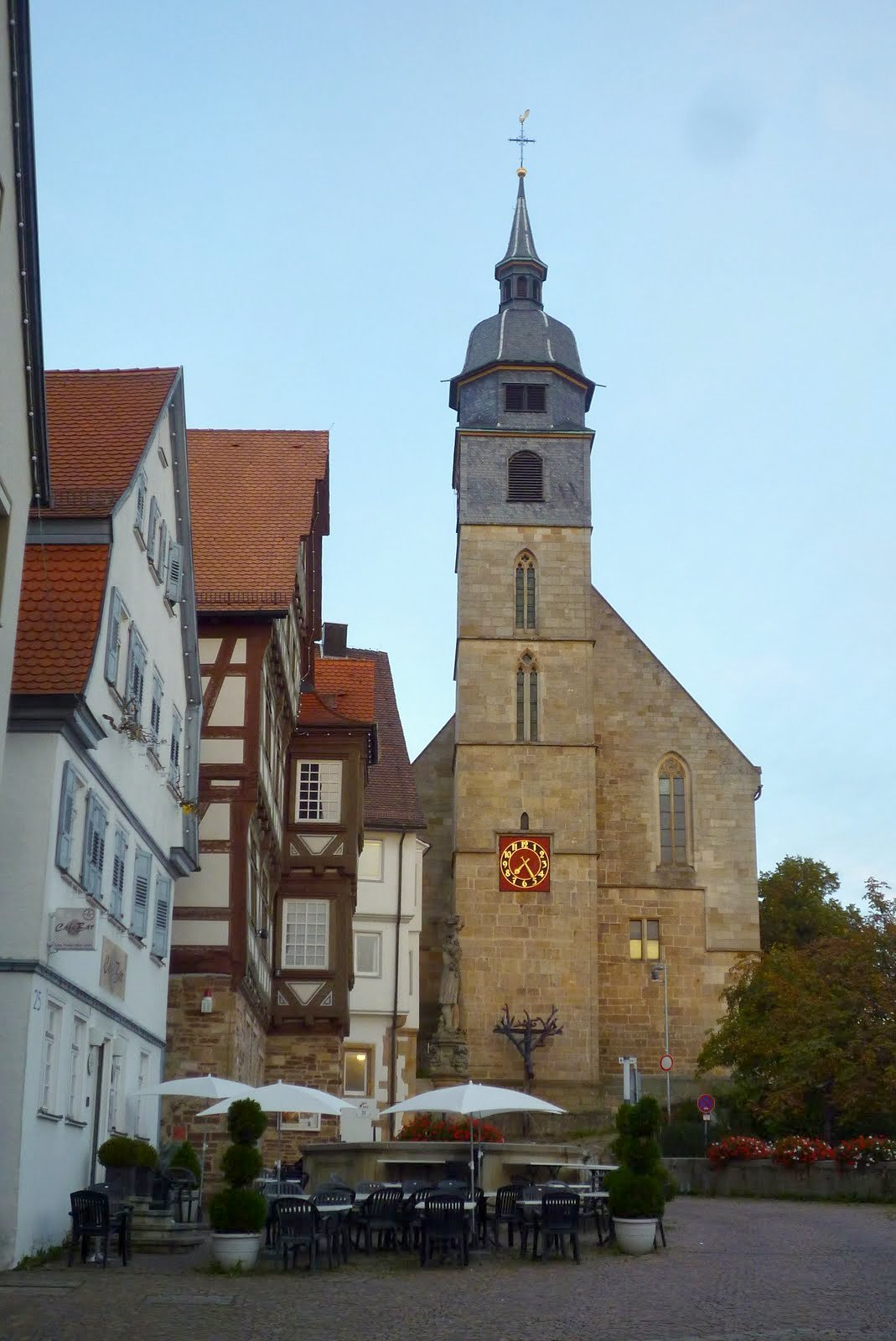
A Stadtkirche

A város polgármestere 2009 óta Wolfgang Lützner (CDU). A város igazgatását a következő frakciók alkotják:
- CDU: 10 hely (29,4%)
- SPD: 8 hely (23,5%)
- Freie Wähler: 7 hely (20,6%)
- Zöldek: 5 hely (14,7%)
- FDP: 4 hely (11,8%)

## Testvértelepülései
- Pontoise,  Franciaország (1956)
- Geleen,  Hollandia (1962)
- Bergama,  Törökország (1967)
- Glenrothes,  Skócia (1971)
- Krems an der Donau,  Ausztria (1972)
- Alba,  Olaszország (1985)
- Sömmerda,  Németország (1988)

## Közlekedése

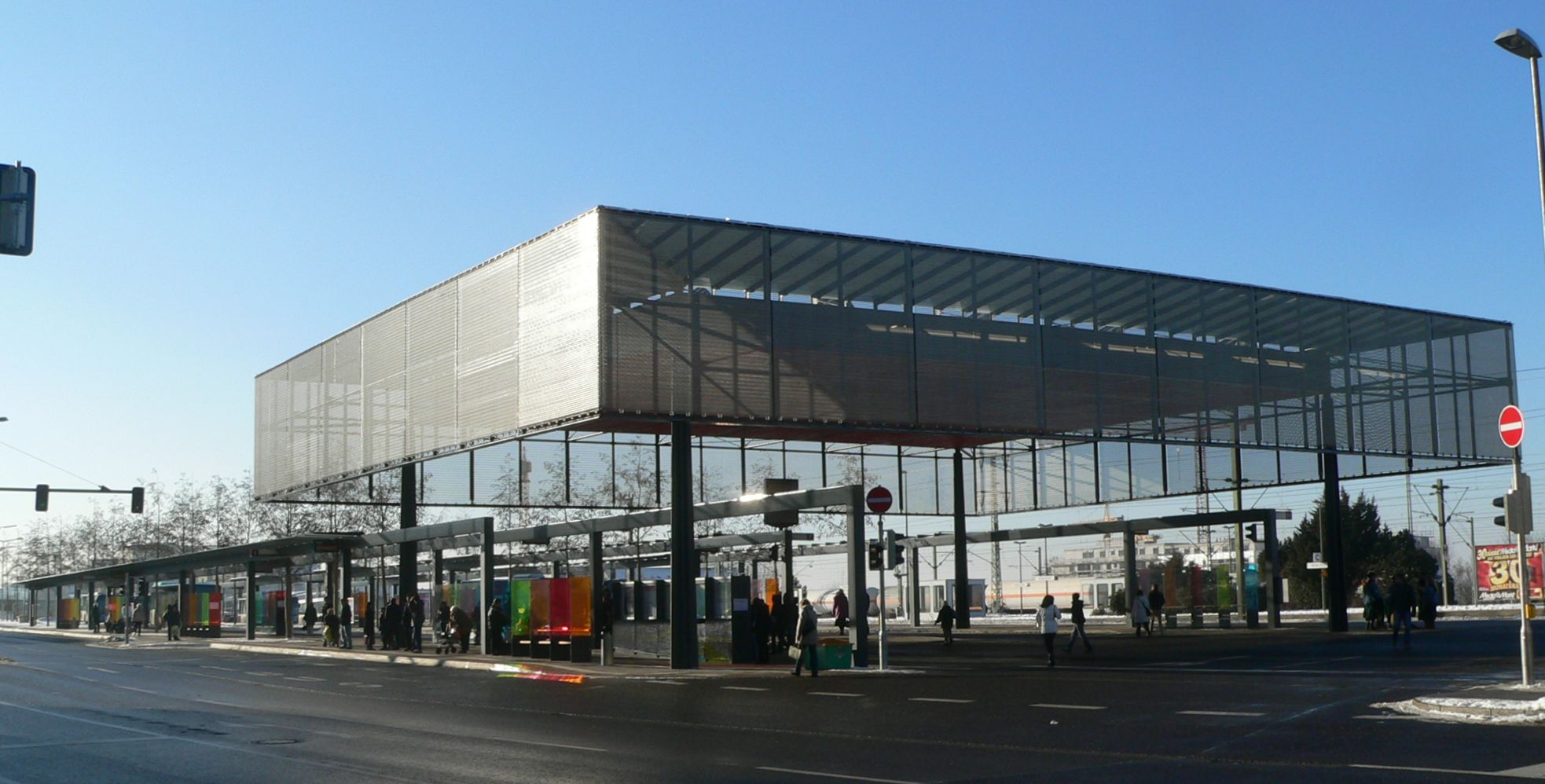
A buszpályaudvar épülete

Böblingen megközelíthető autóval az A81-es autópályán, amelyen három kijárata is van (északkelet felől: Böblingen-Ost, Böblingen-Sindelfingen, Böblingen-Hulb). A városközpontban mélygarázs várja az autósokat.
A város helyi közlekedését a stuttgarti elővárosi közlekedési társaság (VVS) és a Stadtverkehr Pflieger vállalat működteti. Ebbe beletartozik az S1 (Herrenberg-Stuttgart-Kirchheim) és az S60 (Böblingen-Maichingen) S-Bahn vonal, valamint 40 autóbuszjárat. A buszközlekedés kizárólag legfeljebb  négyéves Mercedes Benz Citaro járművekkel zajlik, ezzel a környék flottája különösen fiatal.
Vasúton a Stuttgartból dél felé induló vonatok jó része is megáll itt. 20 kilométerre található Stuttgart nemzetközi repülőtere.